# Halowe Mistrzostwa Europy w Lekkoatletyce 1985 – bieg na 800 m mężczyzn
Bieg na 800 metrów mężczyzn – jedna z konkurencji biegowych rozgrywanych podczas halowych lekkoatletycznych mistrzostw Europy w  hali Stadion Pokoju i Przyjaźni w Pireusie. Eliminacje i półfinały zostały rozegrane 2 marca, a bieg finałowy 3 marca 1985. Zwyciężył reprezentant Wielkiej Brytanii Rob Harrison. Tytułu zdobytego na poprzednich mistrzostwach nie bronił Donato Sabia z Włoch.

## Rezultaty

### Eliminacje
Rozegrano 3 biegi eliminacyjne, do których przystąpiło 18 biegaczy. Awans do półfinałów dawało zajęcie jednego z dwóch pierwszych miejsc w swoim biegu (Q). Skład półfinałów uzupełniło sześciu zawodników z najlepszym czasem wśród przegranych (q).
Opracowano na podstawie materiału źródłowego.
Bieg 1
| Miejsce | Zawodnik            | Czas    | Uwagi |
| ------- | ------------------- | ------- | ----- |
| 1       | Axel Harries        | 1:49,12 | Q     |
| 2       | Petru Drăgoescu     | 1:49,20 | Q     |
| 3       | Rob Harrison        | 1:49,36 | q     |
| 4       | Antonio Páez        | 1:50,44 |       |
| 5       | Filipos Stylianudis | 1:50,48 |       |
| 6       | Bojko Trajanow      | 1:52,62 |       |

Bieg 2
| Miejsce | Zawodnik           | Czas    | Uwagi |
| ------- | ------------------ | ------- | ----- |
| 1       | Wiktor Kalinkin    | 1:48,69 | Q     |
| 2       | Colomán Trabado    | 1:49,00 | Q     |
| 3       | Thierry Tonnellier | 1:49,30 | q     |
| 4       | Christoph Ulmer    | 1:49,77 | q     |
| 5       | Alberto Barsotti   | 1:49,99 |       |
| 6       | Thomas Wilking     | 1:50,71 |       |

Bieg 3
| Miejsce | Zawodnik          | Czas    | Uwagi |
| ------- | ----------------- | ------- | ----- |
| 1       | Benjamín González | 1:48,68 | Q     |
| 2       | Slobodan Popović  | 1:48,77 | Q     |
| 3       | Łeonid Masunow    | 1:49,00 | q     |
| 4       | Marco Mayr        | 1:49,09 | q     |
| 5       | Herwig Tavernaro  | 1:49,66 | q     |
| 6       | Peter Braun       | 1:50,50 |       |

### Półfinały
Rozegrano 2 biegi półfinałowe, w których wystartowało 12 biegaczy. Awans do finału dawało zajęcie jednego z trzech pierwszych miejsc w swoim biegu (Q).
Opracowano na podstawie materiału źródłowego.
Bieg 1
| Miejsce | Zawodnik           | Czas    | Uwagi |
| ------- | ------------------ | ------- | ----- |
| 1       | Petru Drăgoescu    | 1:47,21 | Q,    |
| 2       | Łeonid Masunow     | 1:47,52 | Q     |
| 3       | Benjamín González  | 1:47,55 | Q     |
| 4       | Marco Mayr         | 1:48,50 |       |
| 5       | Thierry Tonnellier | 1:50,13 |       |
| 6       | Herwig Tavernaro   | 1:53,61 |       |

Bieg 2
| Miejsce | Zawodnik         | Czas    | Uwagi |
| ------- | ---------------- | ------- | ----- |
| 1       | Rob Harrison     | 1:47,72 | Q     |
| 2       | Axel Harries     | 1:47,84 | Q     |
| 3       | Wiktor Kalinkin  | 1:48,38 | Q     |
| 4       | Colomán Trabado  | 1:49,08 |       |
| 5       | Slobodan Popović | 1:51,35 |       |
| –       | Christoph Ulmer  | DNF     |       |

### Finał
Opracowano na podstawie materiału źródłowego.
| Miejsce | Zawodnik          | Czas    |
| ------- | ----------------- | ------- |
| 1       | Rob Harrison      | 1:49,09 |
| 2       | Petru Drăgoescu   | 1:49,38 |
| 3       | Łeonid Masunow    | 1:49,59 |
| 4       | Wiktor Kalinkin   | 1:49,92 |
| 5       | Axel Harries      | 1:50,00 |
| 6       | Benjamín González | 1:50,05 |